# Adolf Ciborowski

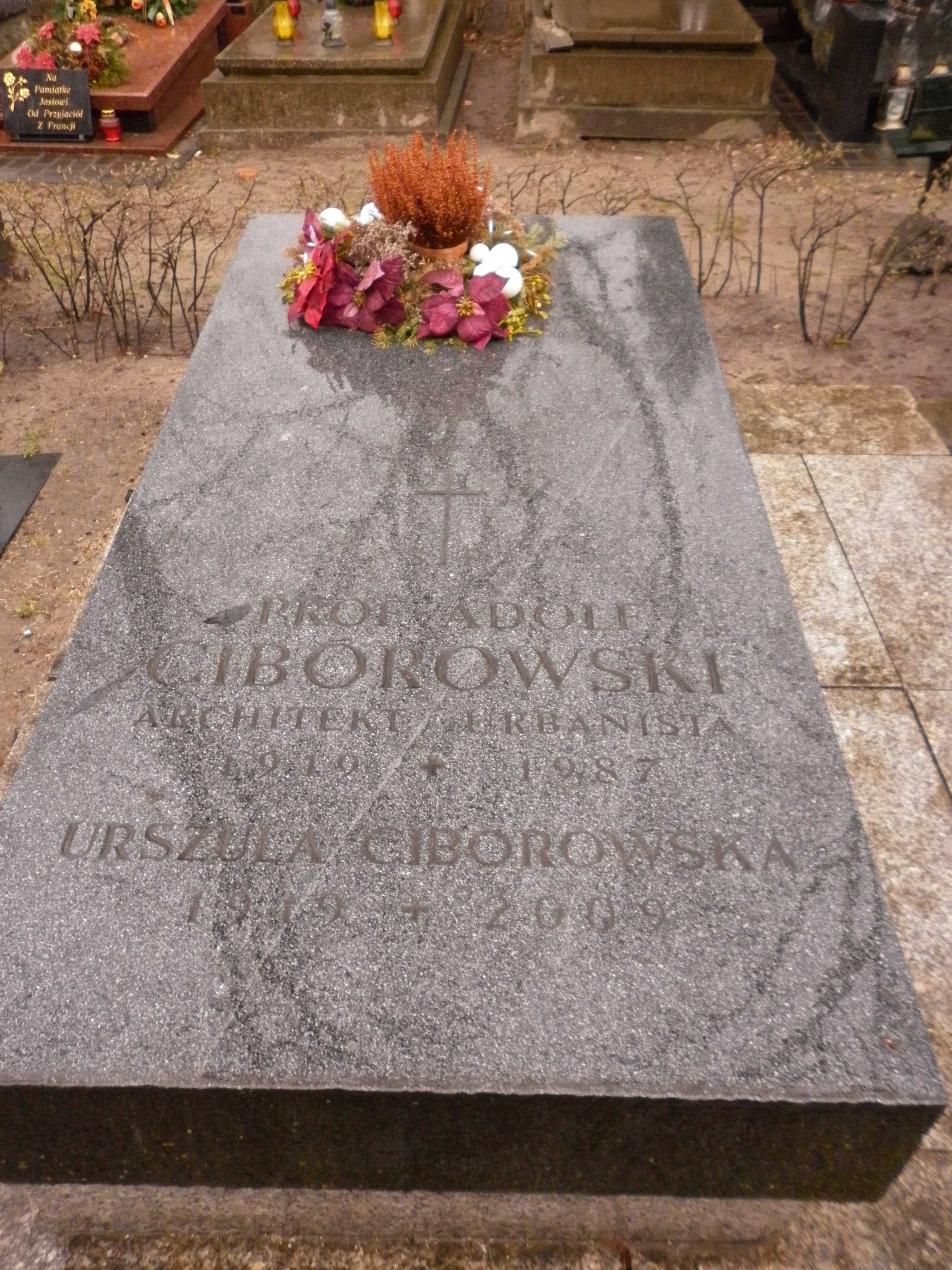
Mộ của Ciborowski tại Nghĩa trang quân đội Powązki ở Warsaw

Adolf Ciborowski (sinh ngày 25 tháng 5 năm 1919 – mất ngày 26 tháng 1 năm 1987) là một kiến trúc sư, nhà quy hoạch đô thị và chính trị gia người Ba Lan.

## Cuộc đời
Adolf Ciborowski sinh ngày 25 tháng 5 năm 1919 tại Warsaw. Ông tốt nghiệp Đại học Công nghệ Warsaw năm 1946. Trong hai năm 1947-1948, ông làm giám đốc Văn phòng Quy hoạch Thành phố ở Szczecin. Ông là Kiến trúc sư trưởng của Warsaw trong giai đoạn 1956-1964. Ciborowski đã góp phần xây dựng lại Warsaw sau Chiến tranh thế giới thứ hai. Ông được thuê làm nhà quy hoạch cho Hannover vốn bị tàn phá bởi chiến tranh. Nhờ đó, Ciborowski là người nước ngoài đầu tiên được nhận giải thưởng quy hoạch thành phố từ Đại học Hanover (năm 1965). Ông cũng làm tư vấn quy hoạch tổng thể cho Baghdad và cùng Stanisław Janowski giám sát việc tái thiết Skopje sau khi nơi này bị một trận động đất phá hủy vào năm 1963.
Adolf Ciborowski là thành viên của Hiệp hội Kiến trúc sư Ba Lan (SARP) và Viện Hàn lâm Khoa học Ba Lan. Ông cũng từng làm cố vấn của UNESCO và UNCHS về việc tái thiết các thành phố bị tàn phá bởi động đất. Ông mất năm 1987 và được chôn cất tại Nghĩa trang Powązki ở Warsaw.

## Danh hiệu
- Thập tự Sĩ quan Huân chương Polonia Restituta (Ba Lan)
- Huân chương Kỷ niệm 10 năm Cộng hòa Nhân dân Ba Lan
- Huân chương Kỷ niệm 30 năm Cộng hòa Nhân dân Ba Lan
- Huân chương Kỷ niệm 40 năm Cộng hòa Nhân dân Ba Lan
- Huân chương Yugoslav Flag (Nam Tư)
- Huân chương Vương miện (Bỉ)